# Burianosaurus
Burianosaurus là một chi của phân bộ khủng long chân chim sống tại nơi bây giờ là Cộng hòa Séc. Hóa thạch của chi này đã được tìm thấy vào năm 2003 gần thành phố Kutná Hora. Chúng là chi khủng long đầu tiên có tên hợp lệ tại quốc gia này. Vào năm 2017, một loài của chi này được đặt tên là Burianosaurus augustai. Tên chi vinh danh nhà cổ sinh vật học người Séc là Zdeněk Burian, còn tên loài thì tôn vinh nhà nghiên cứu sinh vật học người Séc là Josef Augusta. Mẫu định danh của loài này là một xương đùi được phát hiện vào năm 2003, được cho rằng thuộc nhánh Iguannodontia vào năm 2005.

## Phân loại

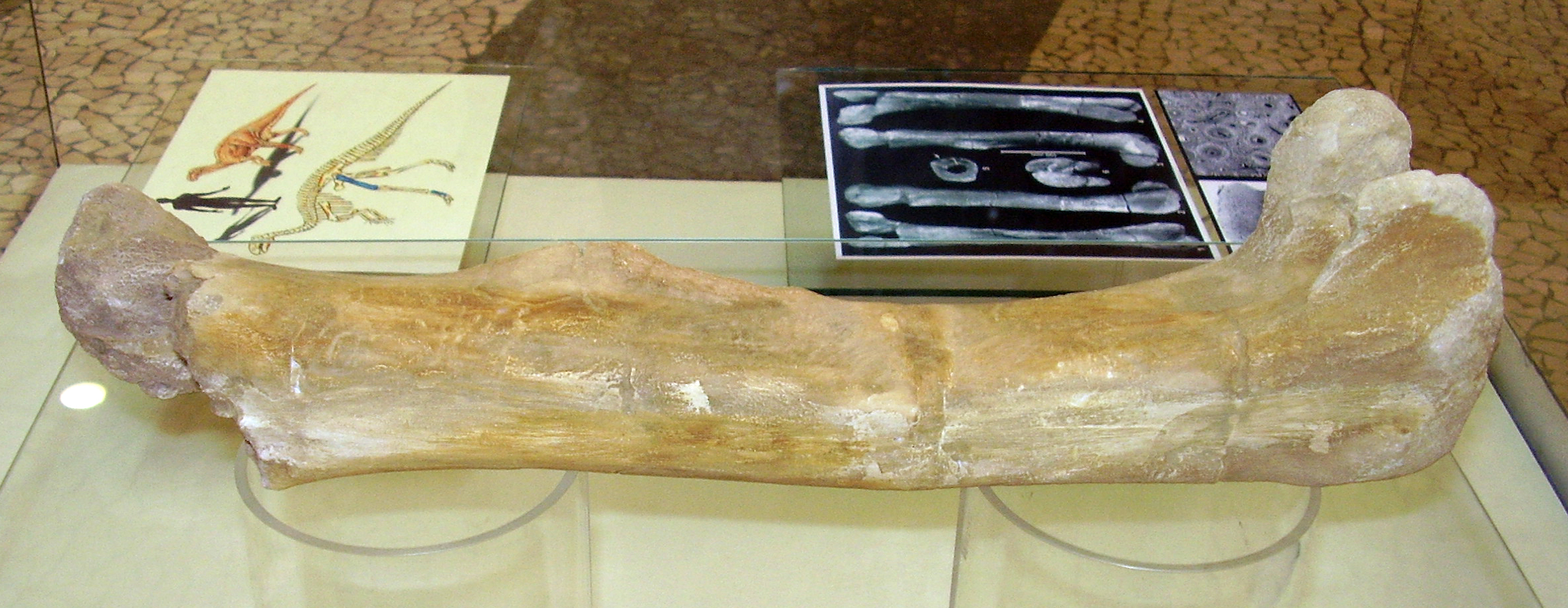
Xương đùi trưng bày tại Praha

Khi hóa thạch được mô tả lần đầu tiên vào năm 2005, nó được đánh giá là rất giống về mặt hình thái với các chi ở kỉ Creta sớm của họ Iguanodontidae, trái ngược với các loài sau này như Rhabdodon. Năm 2017, Madzia và cộng sự đặt tên chi, họ đã nghiên cứu phát sinh chủng loại học để kiểm tra các mối quan hệ của các đơn vị phân loại. Biểu đồ phân nhánh:

## Trưng bày
Hai mô hình kích thước thật của loài Burianosaurus augustai đã được trưng bày tại Prague DinoPark vào ngày 20 tháng 6 năm 2018.